# 王采玉
王 采玉（おう さいぎょく、1863年12月19日 - 1921年6月14日）は蔣介石の母親。蔣介石が政権を掌握してからは「王太夫人」という尊称でよばれた。
はじめ仏門に入っていたが父母の命により還俗し、蔣肇聡の継室となった。（竺某という者と先に結婚し一子をもうけたが、父子共々早くに亡くした後、出家したとの説もある。）
王采玉は蔣肇聡に嫁いだ後、2男2女を産み、夫の製塩業を手伝っていたが、1895年に夫を亡くしてしまう。夫を亡くした後も女手ひとつで家業を支え、前妻の子と自分の子を分け隔てなく育てたが、1921年6月14日に病死した。
王采玉の墓は第二次世界大戦中は日本軍の占領地域にあったが破壊されず、昭和18年（1943年11月）には三笠宮崇仁親王（当時支那派遣軍総司令部参謀だった）の発案による墓前祭が行われ、辻政信がその実施を取り仕切った。その後、王采玉の墓は文化大革命の際、毛福梅の墓と共に紅衛兵によって破壊された。

## 家庭
- 長子：瑞元（蔣介石）
- 次子：瑞青（早逝）
- 長女：瑞蓮
- 次女：瑞菊（早逝）
- 孫：蔣経国
- 義理の孫：蔣緯国

## 采玉大勲章
1933年12月22日に制定された中華民国の勲章、「采玉大勲章」の名は王采玉に由来する。